# Mario Casati
Mario Casati (Carate Brianza, 3 settembre 1944) è un ex pugile italiano.
Olimpionico a Città del Messico 1968, ha ottenuto notevoli successi nella categoria dei dilettanti conquistando il titolo europeo nel 1967.

## Biografia

### Carriera da dilettante
Nel 1963 vince la medaglia di bronzo dei pesi superwelter ai Campionati italiani, sconfitto da Remo Golfarini. Nel 1964, abbandona temporaneamente il pugilato agonistico.
L'anno successivo, agli “Italiani”, allestiti a Roma vince la medaglia d'argento e, ai Campionati europei, a Berlino Est, è medaglia di bronzo, cedendo in semifinale al sovietico Viktor Ageyev. Lo stesso anno, a Monaco di Baviera è Campione del Mondo, tra i militari.
Passato di categoria, nel 1966, a Genova, è Campione d'Italia dei pesi medi e, a Trieste, ancora Campione mondiale militare.
Nel 1967, vince nuovamente il titolo italiano, a Napoli e, ad Algeri, i Giochi del Mediterraneo. A Roma è campione europeo, battendo in finale il sovietico Aleksej Kiselëv, argento nei mediomassimi a Tokyo e che, alle Olimpiadi dell'anno successivo, si ripeterà nei medi. In ottobre, a Città del Messico, vince il torneo preolimpico. 
Con questi risultati, Casati è il pugile su cui conta maggiormente l'Italia per conquistare una medaglia alle Olimpiadi di Città del Messico. Invece, è sconfitto al primo turno dal non irresistibile bulgaro Simon Georgev. E' subito contato e, invece di recuperare le forze, si getta all'attacco, esponendosi ai colpi di rimessa dell'avversario e mandando in fumo ogni speranza di vittoria.

### Carriera da professionista
Passato professionista dopo le Olimpiadi, Casati combatte soltanto sette incontri, vincendone cinque e pareggiandone due, sempre nei pesi medi. Pareggia l'ultimo match con l'unico pugile di un certo livello da lui incontrato, il futuro Campione d'Europa Elio Calcabrini.